# Izlet v mrak
Izlet v mrak, delo Pavla Zidarja, je slovenski novi roman (fr. nouveau roman). Roman ni deljen na poglavja, v branje pa nas uvede citat Hermanna Hesseja. Obsega 29.000 besed na 165 straneh, izšel pa je leta 1969 pri založbi Lipa (COBISS). 

## Zgodba
Starejša zakonca Jozef in Zina se odpravljata spat. Zina se ob pogledu na sliko spominja svojih najstniških let ob Sori, pred očmi se ji prikaže spomin na njenega fanta. Mož Jozef se medtem umiva v kopalnici. Zina ga opazuje in se zave, da sta že zelo stara. Gresta v posteljo, žena ga večkrat vpraša, če je vse zaklenjeno. Mož kmalu zaspi, a v njegovo zavest se živo vrnejo vojni spomini izpred petintrideset let. Vmes se mu prikazujejo erotični trenutki. Zina medtem bere časopis. Nato mu pove, da je hčerki povedala, da jo je hotela splaviti, zato je hčerka zdaj brez srčne kulture in ju ne spoštuje. Ob tem se natančno spominja, kako je šla splavit k bratu. Njene misli se vrnejo v čas, ko sta se z Jozefom spoznala, kako ga je predstavila materi in kako je spočela hčerko Nanico. Mož Jozef smrči. Tudi ona zaspi, vendar le za hip, saj jo prebudi mož, ki je v spanju grabil njeno blazino. Jozef sanja o vojni, partizanih in izdajalcih. Ko se zbudi, prekolne te sanje in se sprašuje, kdo je bil v sanjah: ali partizan ali izdajalec. Sprašuje se, zakaj klanje, za smrt ni nobenega pravega vzroka ali razlage. Ugotavlja, da je pravir vsega beseda, glas in misel. Z mislimi se vrne v leto 1945. Izdajalci slovenskega naroda spijo v šotorih, na povelje streljajo. Tudi Jozef strelja. Pred očmi se mu pokaže otrok, ki ga ne ustreli, čeprav je dobil ukaz. Prebudi se, v prsih ga peče in boli. Opazuje spečo ženo in se sprašuje, kdo sploh je. Iz nje diha sporočilo, da je njegova Smrt. Premišljuje o njej, zakaj ni hotela otrok, saj je otrok nadaljevanje para, je regeneracija človeštva. Ona ne živi po biblijskih načelih. Rodi hčerko, a se ji zdi, da ta otrok nima prostora na tem svetu, saj je Jozef v Satanovih rokah in hčerka raste v Satanovem naročju. Jozef primerja ribje življenje z ljudmi, narodi. Od majhnih narodov (rib) živijo veliki. Amerikanec in Rus nas požreta. Jozef pogleda ženo in ugotovi, da je mrtva, da je postala NIČ in da je svoboden. 
Hčerka ga noče vzeti k sebi, zato samotari in zažiga ženine obleke. Zanj je to najlepši dan. Na obisk prideta vnukinja in njena prijateljica. Vprašata ga za mnenje o samomorih. Jozef jima odgovori, da je človekovo življenje potrebno razstaviti na prafaktorje, da dobimo enoto, iz katere vse izhaja. Jozef je utrujen in izgubljen. Hčerka ga prisili, da se poroči z vdovo Mimi, ki ga pokliče z imenom Jože. Takrat začuti spremembo in Zinin Jozef je s tem mrtev. Mimi pove, da je bila Zina hudič in ne človek. Neko noč v sanjah sliši glas vnukinje, ki pravi, da se je obesila. Ko v snu obnavlja zgodbo za zgodbo svojega strašnega bivanja, zagleda svetlobo. Ko se zbudi, odide v kopalnico in si prereže žile. Ko ga Mimi vidi mrtvega, se sprašuje, kdo pravzaprav je. Uniči ga v sebi.

## Kritika, literarna zgodovina
Izlet v mrak (1969) je kratki roman oz. prozna pesnitev, ki je polna preskokov, asociacij in spominskih izletov v čas druge svetovne vojne. (Rupel 1973: 107)
Posvečen je pretresljivemu joku otroka, ki so ga povzročile grozote druge svetovne vojne. Osnovna struktura besedila je ozka tematika, dogajalna in scenična zaokroženost z dramatično razgibanostjo. Besedilo odkriva človekove rane, trpljenje, moralne in čustvene stiske.
Tema je povezana z resničnim svetom, z dejanskim okoljem, dogodki in osebami. (Glušič 2002: 190)
Motiv Izleta v mrak je življenje vsakega človeka, ki išče pot k sebi. Prikazuje usodo človeka, ki v bistvu ni nikoli on sam, čeprav po tem ves čas hrepeni. Zidar v delu prikazuje življenje, ki vodi v deviacijo in ne v evolucijo. Pisec vzbuja v bralcu neki drug svet, ki je poln teme in groze. Predstavi podoben svet, kakršnega je slikal pred njim Cankar po načelu "slikal sem noč ..." Medčloveški odnosi vodijo v brezizhodnost in samomor. Avtor si ves čas prizadeva, da bi prišel do človekovega smisla v družbi. To želi storiti z besedo, ki je zanj sakralnega pomena, in s stilom: razpad objektivnega sveta, ki je prikazan s številnimi monologi in dialogi, klasična epika razpada, metafora je izredno lirična. (Horvat 1970: 555-57)
Prevladuje meditativni način pripovedi, v kateri pisatelj z blodnjami, prividi in razmišljanji izpoveduje bivanjsko stisko človeka. (Glušič 2002: 194)